# Ausrufstein (Mittelberg)

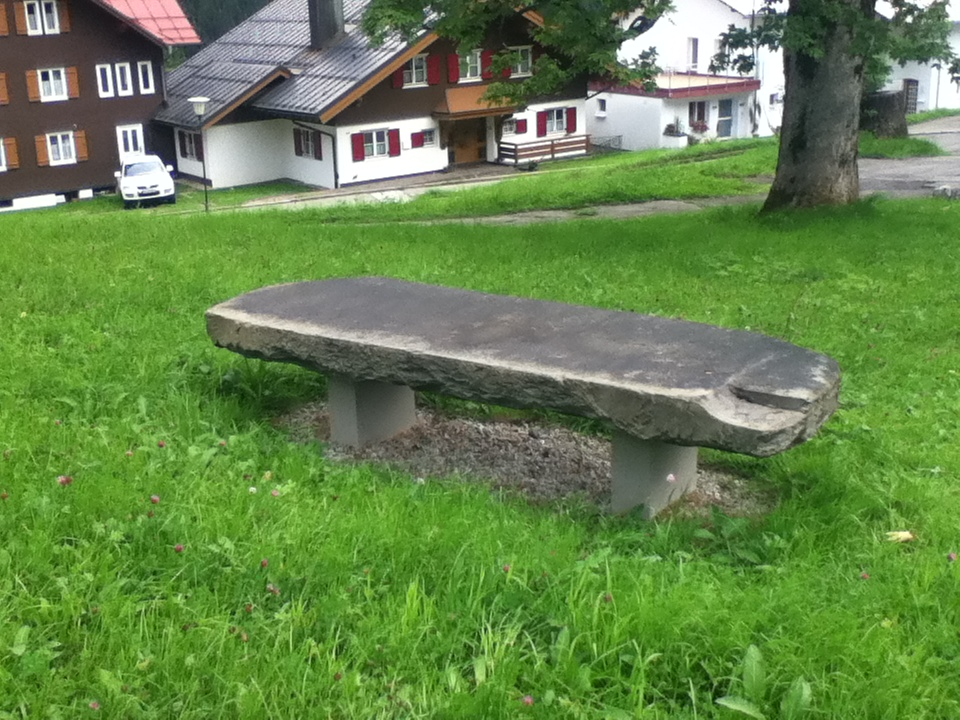
Der Ausrufestein

Der Ausrufstein (im lokalen Dialekt: Uusrüafschtei) ist eine leicht erhöhte Steinplattform, die sich in der Gemeinde Mittelberg im österreichischen Kleinwalsertal befindet und Teil des Walser Kulturweges ist. Der Stein wiegt 1,8 Tonnen.
Gesetzt im Januar 1595, diente er mehr als 300 Jahre als Ausrufstein, auf dem der Amtsdiener wichtige Mitteilungen an die Mitbürger nach dem sonntäglichen Kirchengang weitergab.
Nach Einführung eines Amtsblattes 1919 verlor der Stein seine Funktion.
Auf der Stirnseite befindet sich ein Relief mit dem Erstellungsjahr.
Koordinaten: 47° 19′ 24,1″ N, 10° 9′ 13,2″ O